# ドリームエイジカップ
ドリームエイジカップは、帯広市が帯広競馬場で開催するばんえい競馬の重賞競走。

## 概要
世代間対抗形式の重賞競走として2010年に創設。競走名は一般からの公募で決定され、ばんえいグレードはBG3に格付けされた。
ばんえい競馬では一般的に、若い馬は高重量戦の経験が浅いため6歳以上の馬と同条件では苦戦する傾向があることから、3・4歳馬にも優勝のチャンスを均等にするため、他の古馬重賞競走に比べて馬齢によるハンデを大きくしている。
2010年と2011年は「3歳」「4歳」「5歳」「6歳」「7歳以上」の各馬齢区分で、通算収得賞金順に上位2頭を選抜していた。2012年は、「4歳から11歳までの各馬齢ごとに、通算収得賞金が1位の馬（8頭）」「上記以外の馬から、通算収得賞金上位の2頭」の計10頭が選抜されたが、2013年からは4歳、5歳、6歳、7歳、8歳以上の各馬齢区分ごとに通算収得賞金上位2頭が選抜される形となっている
。

## 競走条件・賞金（2024年）
競走条件
「4歳」「5歳」「6歳」「7歳」「8歳以上」の各馬齢区分について、通算収得賞金順に上位2頭ずつ（計10頭）を選抜する。
重量
別定4。オープン760kg　一重量格毎に10kg加減。オープン馬は本年度収得賞金280万円につき10kg増となる。
賞金額
1着180万円、2着68万4000円、3着39万6000円、4着21万6000円、5着14万4000円

## 馬齢別選抜方式の競走
ばんえい競馬では、2000年から2004年まで重賞競走「オールスターカップ」が行われていた（施行場は2002年のみ帯広、他はすべて北見競馬場）。
当時は3歳から9歳までの各馬齢ごとにトライアル競走を行い、着順上位馬が優先出走権を得るシステムとなっていた。

## 歴代優勝馬
| 回数   | 施行日         | 開催地 | 天候 | 馬場 水分 | 優勝馬             | 性齢 | ばんえい 重量 | タイム | 優勝騎手 | 管理調教師 |
| ------ | -------------- | ------ | ---- | --------- | ------------------ | ---- | ------------- | ------ | -------- | ---------- |
| 第1回  | 2010年12月12日 | 帯広   | 晴   | 3.5%      | ナリタボブサップ   | 牡8  | 790           | 1:35.4 | 鈴木恵介 | 大友栄人   |
| 第2回  | 2011年12月7日  | 帯広   | 晴   | 5.7%      | カネサブラック     | 牡9  | 770           | 1:52.1 | 松田道明 | 松井浩文   |
| 第3回  | 2012年12月16日 | 帯広   | 曇   | 7.8%      | テンマデトドケ     | 牡5  | 760           | 1:41.3 | 長澤幸太 | 服部義幸   |
| 第4回  | 2013年11月24日 | 帯広   | 晴   | 2.2%      | トレジャーハンター | 牡6  | 760           | 1:56.6 | 浅田達矢 | 金田勇     |
| 第5回  | 2014年11月23日 | 帯広   | 晴   | 2.3%      | インフィニティー   | 牡8  | 760           | 1:52.2 | 尾ヶ瀬馨 | 金田勇     |
| 第6回  | 2015年11月22日 | 帯広   | 晴   | 1.5%      | オレノココロ       | 牡5  | 770           | 1:42.2 | 鈴木恵介 | 槻舘重人   |
| 第7回  | 2016年11月27日 | 帯広   | 曇   | 2.4%      | キサラキク         | 牝5  | 740           | 1:42.0 | 阿部武臣 | 金田勇     |
| 第8回  | 2017年11月26日 | 帯広   | 小雪 | 2.2%      | センゴクエース     | 牡5  | 770           | 1:37.3 | 鈴木恵介 | 槻舘重人   |
| 第9回  | 2018年11月25日 | 帯広   | 晴   | 1.8%      | オレノココロ       | 牡8  | 790           | 2:10.9 | 鈴木恵介 | 槻舘重人   |
| 第10回 | 2019年12月1日  | 帯広   | 曇   | 1.5%      | アアモンドグンシン | セ4  | 750           | 1:52.3 | 長澤幸太 | 小林長吉   |
| 第11回 | 2020年11月29日 | 帯広   | 晴   | 1.2%      | アオノブラック     | 牡4  | 760           | 1:48.3 | 藤野俊一 | 金田勇     |
| 第12回 | 2021年11月28日 | 帯広   | 晴   | 3.3%      | シンザンボーイ     | 牡10 | 760           | 1:40.2 | 渡来心路 | 鈴木邦哉   |
| 第13回 | 2022年11月27日 | 帯広   | 晴   | 2.2%      | メジロゴーリキ     | 牡8  | 770           | 1:29.8 | 西謙一   | 松井浩文   |
| 第14回 | 2023年11月26日 | 帯広   | 晴   | 1.9%      | サクラヒメ         | 牝5  | 740           | 1:47.6 | 渡来心路 | 今井茂雅   |
| 第15回 | 2024年11月24日 | 帯広   | 晴   | 1.4%      | メムロボブサップ   | 牡8  | 790           | 1:46.5 | 阿部武臣 | 坂本東一   |

### 各回競走結果の出典
- ドリームエイジカップ 歴代優勝馬（地方競馬全国協会）